# Тунхузін Станіслав Едуардович
Станіслав Едуардович Тунхузін (рос. Станислав Эдуардович Тунхузин; 23 лютого 1990, м. Перм, СРСР) — російський хокеїст, захисник. Виступає за «Супутник» (Нижній Тагіл) у Вищій хокейній лізі. 
Вихованець хокейної школи «Молот-Прикам'я» (Перм). Виступав за «Молот-Прикам'я» (Перм), «Октан» (Перм), «Іжсталь» (Іжевськ), «Авто» (Єкатеринбург).